# سانتياغو غيريرو غوتيريز
سانتياغو غيريرو غوتيريز (بالإسبانية: Santiago Guerrero Gutiérrez)‏ هو سياسي مكسيكي، ولد في 7 مايو 1949 في المكسيك. حزبياً، نشط في الحزب الثوري المؤسساتي. وقد انتخب عضو مجلس النواب المكسيك.